# اعتلال الضفيرة القطنية الناجم عن الإشعاع
اعتلال الضفيرة القطنية الناجم عن الإشعاع (RILP) أو اعتلال الضفيرة القطنية العجزية الناجم عن الإشعاع (RILSP) هو تلف الأعصاب في الحوض ومنطقة العمود الفقري السفلي بسبب العلاجات الإشعاعية. اعتلال الضفيرة القطنية الناجم عن الإشعاع هو أحد الآثار الجانبية النادرة للعلاج الإشعاعي بالحزمة الخارجية، وعمليات الزرعات الإشعاعية الداخلية الخلالية وداخلية التجاويف.
بشكل عام، قد يحدث تلف الأعصاب على مراحل، في البداية على شكل داء مزيل للميالين، ولاحقًا كمضاعفات للتليف الإشعاعي المزمن. يحدث اعتلال الضفيرة القطنية الناجم عن الإشعاع نتيجة العلاج الإشعاعي لسرطان الغدد الليمفاوية أو للسرطانات داخل البطن أو منطقة الحوض مثل سرطان عنق الرحم أو المبيض أو المثانة أو القولون أو الكلى أو البنكرياس أو البروستات أو الخصية أو القولون والمستقيم أو القولون أو المستقيم أو سرطان الشرج. تعتبر منطقة الضفيرة القطنية العجزية منطقة حساسة للإشعاع، وقد يحدث اعتلال الضفيرة الإشعاعية بعد التعرض لمستويات إشعاع متوسطة أو قصوى تتراوح من 50-60 جراي مع ملاحظة وجود فرق كبير في المعدل ضمن هذا النطاق.

## العلامات والأعراض
يتميز اعتلال الضفيرة القطنية العجزية بأحد الأعراض التالية، والتي عادة ما تكون ثنائية ومتماثلة، على الرغم من وجود بعض الحالات لأعراض في جهة واحدة فقط.
- خلل في الإحساس بالأطراف السفلية، إحساس غير طبيعي باللمس أو الحس.
- ضعف الأطراف السفلية.
- تنميل الأطراف السفلية.
- مَذَل الأطراف السفلية، مثل تدلي القدم، وضمور العضلات.
- ألم في الأطراف السفلية.

تحدث الأعراض عادة بشكل تقدمي تدريجي مع فترات من الاستقرار، يظهر الضعف غالبًا بعد سنوات، ويظهر بشكل متكرر في مجموعات عضلات أسفل الساق. عادة ما تكون الأعراض غير قابلة للعكس.
قد تظهر الأعراض الأولية في وقت مبكر بعد 2 إلى 3 أشهر بعد العلاج الإشعاعي. يبلغ متوسط البداية حوالي 5 سنوات، ولكن قد تتغير هذه المدة بدرجة كبيرة بعد 2-3 عقود من العلاج الإشعاعي. سُجلت دراسة حالة البداية الأولية لاعتلال الضفيرة القطنية الناجم عن الإشعاع بعد 31 عامًا من العلاج.

## السبب
الإشعاع المؤين في العلاج هو آلية تنشيط لموت الخلايا المبرمج (موت الخلايا) داخل السرطان المستهدف، ولكنه قد يؤثر أيضًا على الأنسجة السليمة الحساسة للإشعاع، مثل الضفيرة القطنية العجزية. يرتبط حدوث وشدة اعتلال الضفيرة القطنية الناجم عن الإشعاع بحجم الإشعاع المؤين، وقد تتفاقم الحساسية الإشعاعية للأعصاب المحيطية عند ترافق العلاج الإشعاعي مع العلاج الكيميائي، مثل أدوية التاكسانات والبلاتين.

## الفيزيولوجيا المرضية
بحث العلماء في العملية الفيزيولوجية المرضية وراء تلف الأعصاب الناتج عن الإشعاع منذ الستينيات، وما تزال بدون تعريف دقيق. يوجد توافق في الآراء حول تطور أعراض اعتلال الضفيرة القطنية الناجم عن الإشعاع على شكل خطوات (تأخير زمني) بين فترتي بدء اعتلال الضفيرة، الأولى منذ بدء الإصابة الإشعاعية والأخيرة عند التليف. تتضمن الآليات المقترحة لتلف الأعصاب المبكر تلف الأوعية الدموية الدقيقة (نقص التروية) الذي يغذي الغلاف الميلانيني، والضرر الإشعاعي للميالين، وتلف الخلايا الناتج عن الجذور الحرة للأكسجين. يُعزى تلف الأعصاب المتأخر إلى اعتلال الأعصاب الانضغاطي ونقص التروية الليفي الضموري المتأخر الناتج عن التليف الانكماشي.